# Xã Fisher, Quận Polk, Minnesota
Xã Fisher (tiếng Anh: Fisher Township) là một xã thuộc quận Polk, tiểu bang Minnesota, Hoa Kỳ. Năm 2010, dân số của xã này là 200 người.